# Arnau Vilaró Moncasí
Arnau Vilaró Moncasí   (Bellvís, 1986) és un guionista, assagista i professor universitari català. És sovint destacat per haver coescrit el guió d'Alcarràs i pel llibre La caricia del cine.

## Biografia
Llicenciat en Comunicació Audiovisual per la Universitat Autònoma de Barcelona i doctor en Estudis Fílmics per la Universitat Pompeu Fabra, va treballar en el departament de direcció d'Estiu 1993 (2017). A més, juntament amb Carla Simón, va escriure Alcarràs (2022), pel·lícula guanyadora de l'Os d'Or en el 72è Festival Internacional de Cinema de Berlín. Fill de pagesos de Lleida, el film està inspirat en part de la infància i l'univers familiar de Vilaró.
És professor d'Estudis Fílmics en la Universitat Autònoma de Barcelona, en la Universitat Oberta de Catalunya i en ESCAC. Com a investigador, ha dedicat el seu treball a l'estudi del cinema francès i a la revisió de l'obra de Gilles Deleuze. Ha desenvolupat la seva carrera doctoral a les universitats Sorbonne Nouvelle de París i a l'Instituto de Investigaciones Estéticas de la Universitat Nacional Autònoma de Mèxic i s'ha especialitzat en història i estètica del cinema francès. Ha publicat en revistes com Communication & Society, Història i comunicació social, Cahiers du Grelcef, L’Atalante, Comparative Cinema, Seqüències, Zer, Àrea Oberta o Çédille i és autor de la monografia La caricia del cine (2017).
Ha estat responsable de programacions com Le corps et le lieu. Films autour d'Ana Mendieta (2019) al Museu Jeu de Paume de París i Revolució, je t’aime (2018) per a l'Ajuntament de Barcelona (2018), juntament amb Marina Vinyes.